# Heavy Gear
Heavy Gear es un escenario de juegos publicado desde 1994 por la editorial canadiense Dream Pod 9. En este universo ficticio se ambienta un juego táctico de miniaturas, un juego de rol, un juego de cartas, así como una serie de juegos para ordenador publicados por Activision en 1997 y 1999, desarrollados después de que la citada compañía perdiera los derechos sobre la serie BattleTech/MechWarrior. También derivó en una serie animada por computadora para la televisión, de 40 capítulos de duración en el 2001.
Uno de los aspectos más conocidos de Heavy Gear son sus vehículos de combate humanoides: los 'Gears' y 'Striders' usados por las fuerzas militares del escenario. Los diseños de los roborts son similares a los encontrados en el anime del género mecha.
Actualmente el juego de rol va por su tercera edición. La segunda edición fue traducida y publicada en España por la editorial sevillana Edge Entertainment. La última edición del juego táctico se titula Blitz!.

## Trama
Heavy Gear empieza en un distante planeta llamado Terra Nova, unos 4000 años terrestres en el futuro. Terra Nova fue la principal colonia del Gobierno de la Tierra Unida. Sin embargo, el colapso económico obligó al gobierno terrestre a abandonar Terra Nova y sus otras colonias siglos antes del periodo comprendido en el escenario de juego. Finalmente, emergieron Ciudades estado de entre las cenizas y mediante convenios o la fuerza, se unieron para formar unidades nacionales llamadas Ligas. Estas Ligas se aliarían (de nuevo, pacíficamente o por la fuerza) para formar las meganaciones que dominarían los hemisferios norte y sur del planeta.
Para el año 6132 d. C. (el año 1936 TN en el calendario local), La Confederación de las Ciudades-Estado del Norte y la Alianza de los Territorios del Sur se recuperan y reconstruyen después de la Guerra de la Alianza, un brutal (y fallido) intento del gobierno de la Tierra por ganar el control de su antigua colonia. A pesar de existir un enemigo común, las dos meganaciones se profesan mutuo miedo y animosidad, mientras que ciudades estado independientes de la región ecuatorial conocida como las Tierras malas, simplemente intentan sobrevivir al fuego cruzado.
Finalmente la trama abandona el planeta, cuando fuerzas especiales de Terra Nova, son enviadas al espacio para intentar contactar otras colonias humanas para unirse contra el gobierno fascista que controla la Tierra.

### Misterios en Heavy Gear
El escenario tiene muchos misterios sin resolver, algunos de éstos son listados a continuación. No se sabe si serán revelados en los próximos desarrollos de Dream Pod 9.
- Cabezas de piedra: el planeta Terra Nova está plagado con enormes cabezas de piedra, similares a las encontradas en la Isla de Pascua, pero de un estilo más asiático. Sus orígenes datan de los inicios de la colonización del planeta o posiblemente antes y el significado de estos enormes monolitos es desconocido.
- Los Koreshi, o jinetes de arena, una tribu nómada del desierto, similares de los Fremen en el universo de Dune. Su existencia en Terra Nova es un misterio.

## Sistema de juego
Todas las ediciones de Heavy Gears usan una variante del sistema de juego genérico Silhouette, de Dream Pod 9. La primera y segunda edición del juego, contenían las reglas para el juego de rol y para el juego táctico de miniaturas. La tercera edición del juego de rol usa un libro de reglas separado del sistema Silhouette, que es necesario para jugar.
Heavy Gear: Blitz! Locked & Loaded es la más reciente publicación de la saga, la cual no contiene matierial para juegos de rol y esa diseñado como un juego de miniaturas dedicado.

## Serie animada
Posteriormente se creó una serie animada de Heavy Gear la cual fue realizada por computadora, esta serie trata de dos equipos (Los Dragones de las Sombras y La Vanguardia de la Justicia) donde los integrantes usan Gears para ganar diferentes campeonatos que se realizan en cada capítulo.
En Latinoamérica se emitió por el canal Fox Kids.
En Argentina se emitió por El Trece, en Paraguay por Telefuturo y en Uruguay por Teledoce.